# Miclosu
Miclosu – wieś w Rumunii, w okręgu Gorj, w gminie Bolboși. W 2011 roku liczyła 185 mieszkańców.